# Temnaspis squalidus
Temnaspis squalidus es una especie de coleóptero de la familia Megalopodidae.

## Distribución geográfica
Habita en Indochina.